# Сергиевское (Адыгея)
Се́ргиевское (адыг. Сергиевскэр) — село в Гиагинском районе Республики Адыгея России. Административный центр Сергиевского сельского поселения.

## География
Село расположено в юго-восточной части Гиагинского района, по обоим берегам реки Фарс, у впадения в неё левого притока реки Гачучи. Находится в 28 км к юго-востоку от районного центра станицы Гиагинской и в 29 км к северо-востоку от города Майкопа. Через село проходит межмуниципальная автодорога 49Н-007 Кужорская — Дондуковская.
Площадь села составляет 6,77 км2, на которые приходятся 4,5 % от площади сельского поселения..
Расположена на Закубанской наклонной равнине, в переходной от равнинной в предгорную зоне республики. Средние высоты на территории села составляют около 165 метров над уровнем моря. Рельеф местности представляет собой волнистые равнины, имеющие общий уклон с юго-запада на северо-восток, с холмистыми и курганными возвышенностями. Долины рек изрезаны балками и понижениями. На востоке и юго-востоке хутор окружён смешанным лесом.
Гидрографическая сеть представлена рекой Фарс, меандрирующей в населённом пункте. У южной окраины села в неё впадает левый приток Гачуча. Также имеются различные водоёмы естественного и искусственного происхождений, наиболее крупным из которых является запруда на реке Гачуче, к юго-западу от села.
Климат влажный умеренный с жарким летом и прохладной зимой. Среднегодовая температура воздуха положительная и составляет +11,5°С. Среднемесячная температура воздуха в июле достигает +23,0°С. Среднемесячная температура января составляет 0°С. Среднегодовое количество осадков составляет 730 мм. Основная часть осадков выпадает в период с мая по июль.

## История
Село было основано в 1883 году, согласно рапорту о поселении нижних чинов, проживавших в Псебае, на месте опустевшего аула Куджирского. Первоначально было названо Сергиевской слободкой.
К концу XIX века Сергиевская волость была одной из крупнейших на Кубани по числу общинников. Так в конце XIX — начале XX веков, на территории волости крестьянами-переселенцами были основаны хутора Абдулаевский, Дробышевский, Екатериновский, Макалинский, Михайловский, Михельсоновский, Погулянский, Скрынниковский, Шишкинский и Шульгиновский, большая часть из которых со временем была заброшена.

## Население
| 2002  | 2010  | 2013  | 2014  | 2015  | 2016  | 2017  |
| ----- | ----- | ----- | ----- | ----- | ----- | ----- |
| 1458  | ↘1369 | ↘1364 | ↘1357 | ↘1344 | ↘1335 | ↗1360 |
| 2018  | 2019  | 2020  | 2021  | 2023  | 2024  |       |
| ↘1358 | ↗1360 | ↗1364 | ↗1455 | ↗1469 | ↘1458 |       |

Плотность 215.36 чел./км2.
Национальный состав
По данным Всероссийской переписи населения 2010 года:
| Народ   | Численность, чел. | Доля от всего населения, % |
| ------- | ----------------- | -------------------------- |
| русские | 1 293             | 94,5 %                     |
| цыгане  | 25                | 1,8 %                      |
| другие  | 51                | 3,7 %                      |
| всего   | 1 369             | 100 %                      |

Мужчины — 647 чел. (47,3 %). Женщины — 722 чел. (52,7 %).
По данным Всероссийской переписи населения 2021 года:
| Народ               | Численность, чел. | Доля от всего населения, % |
| ------------------- | ----------------- | -------------------------- |
| русские             | 1 355             | 93,13 %                    |
| цыгане              | 37                | 2,54 %                     |
| другие / не указано | 63                | 4,33 %                     |
| всего               | 1 455             | 100,0 %                    |

## Образование
- Средняя общеобразовательная школа № 11. Введена в эксплуатацию в 1969 году[19].
- Детский сад № 13 «Ивушка». Введён в эксплуатацию в 1965 году[20].

## Здравоохранение
- Участковая больница.

## Культура
- Сельский дом культуры.

## Улицы
| 50 лет Октября |
| 8 Марта        |
| Адыгейская     |
| Больничная     |
| Весенняя       |
| Выгонная       |
| Зелёная        |
| Индустриальная |
| Колхозная      |

| Конечная          |
| Краснооктябрьская |
| Красных Партизан  |
| Кубанская         |
| Кузнечная         |
| Курганная         |
| Мира              |
| Октябрьская       |
| Первомайская      |

| Почтовая     |
| Пролетарская |
| Садовая      |
| Северная     |
| Фарсовая     |
| Фестивальная |
| Центральная  |
| Южная        |